# Słupsk Przymieście
Słupsk Przymieście – zlikwidowany przystanek kolejowy w Słupsku w województwie pomorskim, w Polsce.